# Emmy van Deurzen
Emmy van Deurzen, född 13 december 1951 i Haag, är en nederländsk existentiell psykoterapeut. Hon har utvecklat en terapiform baserad på existentiell fenomenologi. Hon har varit professor vid Regent's University och är sedan 2005 hedersprofessor vid Sheffields universitet.

## Biografi
Emmy van Deurzen studerade i Frankrike, där hon avlade doktorsexamen på en avhandling om fenomenologi och psykiatri. Senare flyttade hon till Storbritannien där hon blev engagerad i antipsykiatrirörelsen och för en tid samarbetade med den skotske psykiatern R.D. Laing.
År 1988 grundade van Deurzen Society for Existential Analysis (SEA) och dess publikation Journal of Existential Analysis.